# Aphileta microtarsa
Aphileta microtarsa är en spindelart som först beskrevs av James Henry Emerton 1882.  Aphileta microtarsa ingår i släktet Aphileta och familjen täckvävarspindlar. Inga underarter finns listade i Catalogue of Life.